# Estrela de Alagoas
Estrela de Alagoas este un oraș în statul Alagoas (AL) din Brazilia. Populația estimată în 2021 era de 18 304 de locuitori.

## Istoria
Conform legendei, la mijlocul secolului al XIX-lea, în regiune existau multe animale sălbatice, printre care se remarca tatu-bola. De aceea, noua așezare, care s-a format pe un teren aparținând municipalității Palmeira dos Índios, a fost numită Bola.
Conform înregistrărilor istorice, fondatorii acestui sat aparțineau familiei Gonzaga, cu membri notabili precum Antônio Gonzaga, Manoel Gonzaga și Augusto Gonzaga, care s-au implicat cu dăruire pentru prosperitatea noii așezări.
În anul 1952, părintele Ludgero, vicar al parohiei Palmeira dos Índios, a oficiat prima slujbă religioasă în sat și, conștientizând nevoia locuitorilor de educație școlară, a adus prima școală, cu funcționare în casa lui Honorato Gonzaga. Instituția școlară a fost condusă de învățătoarea Laura.
La sugestia preotului menționat anterior, numele satului Bola a fost schimbat în Estrela, ca urmare a progresului pe care localitatea îl înregistrase într-un timp relativ scurt de existență.
La 9 ianuarie 1959, la sugestia comerciantului Luiz Duarte, a fost înființată primul târg stradal, ceea ce a contribuit la dezvoltarea ulterioară.
În timp, dorința de emancipare a crescut în rândul populației și s-a concretizat prin înființarea unei noi municipalități, căreia i s-a atribuit numele de Estrela de Alagoas, la data de 5 octombrie 1989. La 5 octombrie 1992, s-a obținut independența administrativă, iar primul primar, Adalberon Alves Duarte, a fost învestit în funcție la 1 ianuarie 1993, când a avut loc și înființarea oficială a municipalității.

## Geografia
Municipalitatea Estrela de Alagoas este situată în mezoregiunea Agreste Alagoano și în microregiunea Palmeira dos Índios. Ea se învecinează la nord cu municipalitatea Bom Conselho, la sud cu municipalitatea Igaci, la est cu municipalitatea Palmeira dos Índios și la vest cu municipalitățile Minador do Negrão și Cacimbinhas.

### Clima
Municipalitatea Estrela de Alagoas se află la latitudini joase și este caracterizată de o climă tropicală, cu temperaturi ridicate aproape tot timpul anului și cu un regim pluviometric de tip subumed de tip uscat. Temperaturile medii lunare sunt relativ constante pe parcursul întregului an, înregistrând o ușoară creștere în perioada noiembrie-aprilie, atingând între 25 și 26 °C, față de media anuală de aproximativ 24 °C. În timpul iernii (aprilie-septembrie), temperaturile scad odată cu apariția ploilor mai constante, situându-se în jurul valorilor de 21-22 °C.
În perioada noiembrie-martie, temperaturile pot varia între 32 și 33 °C. Regimul pluviometric al zonei este cunoscut sub denumirea de "Agreste Zone". Cantitatea totală de precipitații pe parcursul unui an este relativ scăzută, în jur de 1000 mm, iar precipitațiile se concentrează cel mai mult în lunile aprilie-septembrie, în care aproximativ 75% din cantitatea anuală de ploi este înregistrată, cu o concentrare mai accentuată în lunile mai-iulie.

### Fauna
Fauna din zona municipalității Estrela de Alagoas este alcătuită dintr-o varietate de animale sălbatice comune în regiune, inclusiv vulpi, ratoni, oposumi, dihori, maimuțe și altele. În ceea ce privește păsările, există o diversitate de specii, iar cele mai comune dintre acestea includ ciocârlii, papa-capim, prepelițe, păsări albastre, turturele, șoimi și stârci albaștri.

## Festivități
Festivalul cajuului (decembrie): Această sărbătoare este dedicată celebrării și promovării culturii și a importanței cajului, unul dintre arborii fructiferi sălbatici specifici regiunii. Festivalul cajuului adună localnicii și vizitatorii pentru a sărbători recolta și valorile culturale asociate cu acest fruct delicios și benefic pentru economia locală.
Festivalul Parohiei Sfântului Ioan Botezătorul (iunie): Acest festival religios reprezintă o ocazie specială pentru comunitatea locală să celebreze și să onoreze Sfântul Ioan Botezătorul, care este patronul orașului. Evenimentele religioase, procesiunile și festivitățile tradiționale dau viață acestei sărbători importante pentru locuitorii din Estrela de Alagoas.
Festivalul tradițional al Sfântului Sebastian din satul Ipueiras (ianuarie): Această sărbătoare este unul dintre cele mai mari și mai importante festivaluri organizate în interiorul statului Alagoas. Cu o participare semnificativă a comunității locale și a vizitatorilor din zonele învecinate, festivalul aduce momente de bucurie, tradiție și spiritualitate. Evenimentele includ procesiuni, muzică, dansuri, spectacole culturale și activități recreative.